# 日本臨床工学技士教育施設協議会
日本臨床工学技士教育施設協議会（にほんりんしょうこうがくぎしきょういくしせつきょうぎかい）は、臨床工学技士養成所によって結成されている団体。略称はJAEFCE。

## 活動内容
臨床工学技士養成所の時代に則した教育・教材の検討・開発、臨床工学技士教育水準向上などを目的として行っている。

## 加盟校
- 臨床工学技士養成所を参照。